# Afghanit
Afghanit je velmi vzácný minerál, ze skupiny tektosilikátů. Poprvé byl objeven roku 1968 v Afghánistánu a napočest této země byl následně i pojmenován.

## Vznik
Vzniká především v kontaktních mramorech a dolomitech, kde tvoří výplně společně s lazuritem. Vzácně vzniká v alterovaných xenolitech vápenců s pemzou.

## Vlastnosti
- Fyzikální vlastnosti: Tvrdost 5,5 - 6, hustota 2,65 g/cm3, štěpnost dokonalá dle {1010}, lom lasturnatý, není radioaktivní.
- Optické vlastnosti: Barva bledě modrá až tmavě modrá. Vryp má bílý, lesk skelný a je průsvitný. Pod UV světlem oranžově fluoreskuje.
- Chemické vlastnosti: Obsah jednotlivých prvků - O 41,16%, Si 14,27%, Al 13,26%, Ca 11,69%, Na 9,19%, Cl 4,58%, S 3,39%, K 2,28%, C 0,10%, H 0,08%.

## Výskyt
- Afghánistán, objeven byl v dole Lapis-lazuli Mine, na lokalitě Sar-e-Sang v provincii Badachšán, jedná se o typovou lokalitu s nejlepšími vzorky.
- Itálie, Toskánsko, nově popsán z města Pitigliano, které bylo vystavěno na vulkanitech ve kterých se nachází Afghanit.
- dále se vzácně vyskytuje v Německu, Tádžikistánu, v Rusku, Kanadě a v USA ve státě New York.

## Parageneze
Na typové lokalitě se vyskytuje společně s lazuritem, sodalitem, nefelínem, flogopitem, olivínem, diopsidem, vesuvianem, kalcitem a pyritem.

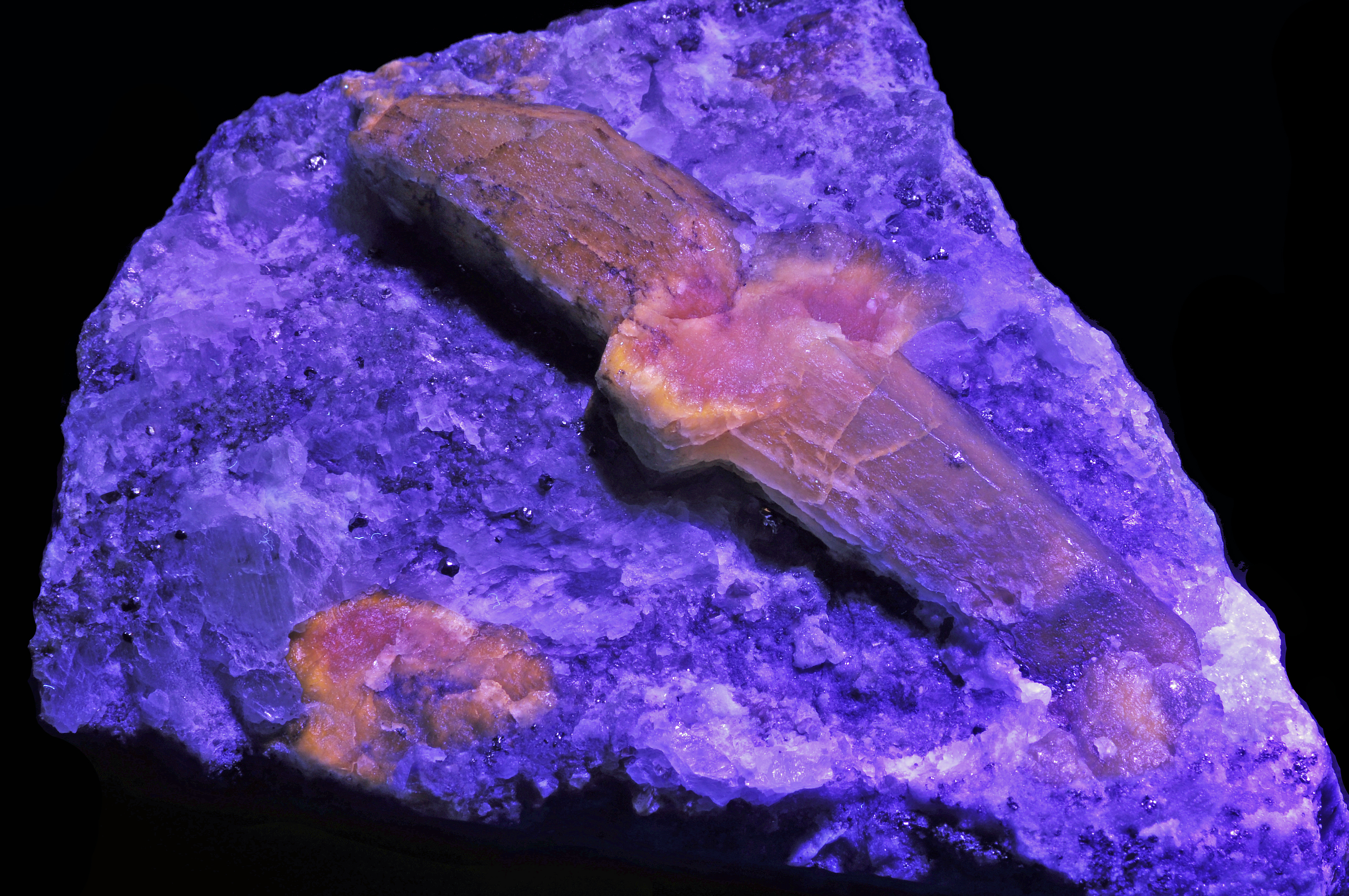
změna barvy krystalu afghanitu na oranžovou během působení UVA

## Využití
Brousí se jako drahý kámen.